# Andreas Gollmayr

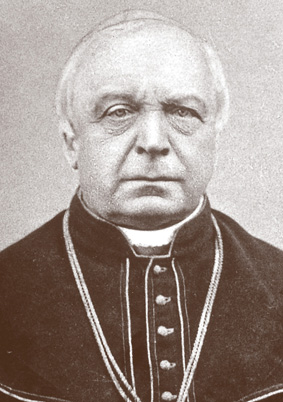
Erzbischof Andreas Gollmayr (Photo 2. Hälfte 19. Jh.)

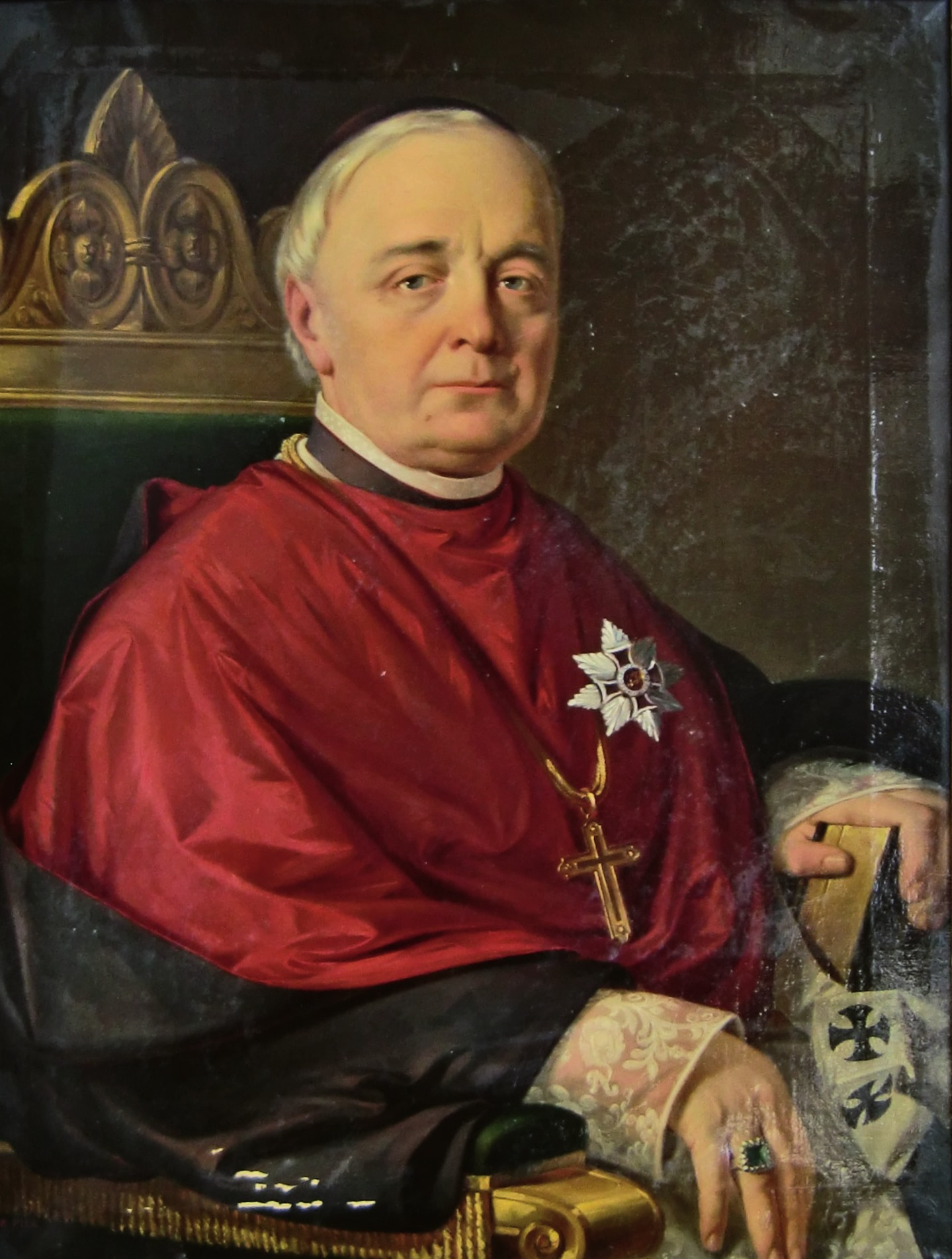
Erzbischof Gollmayer in der Chorkleidung der Erzbischöfe von Görz

Andreas Gollmayr, teilweise auch Andrej Gollmayer, (* 28. November 1797 in Radmannsdorf; † 17. März 1883 in Görz) war ein österreichischer Politiker, katholischer Geistlicher und Theologe.

## Leben
Andreas Gollmayr wurde 1797 in Radmannsdorf in der Krain als Sohn einer wohlhabenden Bauernfamilie geboren.
Er ging in Radmannsdorf zur Schule. 1816 schloss er das Gymnasium ab, anschließend studierte er von 1818 bis 1821 Philosophie und Theologie in Laibach. Am 23. September 1821 wurde er zum Priester geweiht. 1822 schloss er sein Theologiestudium mit hervorragenden Ergebnissen ab. Im Gymnasium war er ein Klassenkamerad des Dichters Miha Kastelic, der Herausgeber von Kranjska Čbelica war.
Der Bischof von Laibach, Anton Alojzij Wolf, schickte ihn in das Frintaneum nach Wien. 1828 promovierte er zum Doktor der Theologie. Anschließend wurde er Kaplan in Polje bei Laibach. Er wurde Professor für Dogmatik an der Theologischen Fakultät in Laibach. Neben Dogmatik lehrte er auch Pädagogik und war von 1829 bis 1836 Vizerektor des Priesterseminars.
1836 wurde er zum stellvertretenden Regierungsrat in Triest ernannt, wo er bis 1845 die Abteilung für Kirchen- und Schulangelegenheiten leitete. 1845 wurde er als Mitglied der Gerichtskommission und Beamter für öffentliche Schulen von Triest nach Wien versetzt.
Am 18. November 1854 ernannte der Kaiser ihn zum Erzbischof von Görz. Der Apostolische Stuhl bestätigte die Ernennung am 23. März 1855. Am 3. Juni 1855 spendete ihm Bischof Anton Alois Wolf in Laibach die Bischofsweihe. Mitkonsekratoren waren Antonio Peteani, Bischof von Poreč i Pula, und Bartolomeo Legat, Bischof von Bistum Triest und Capodistria. Am 24. Juni 1855 erfolgte die Inthronisation als Erzbischof.
Gollmayr gründete auf dem Gebiet des Bistums zwanzig neue Pfarreien und Vikariate.
In Rom nahm er an der Heiligsprechung von 39 japanischen Märtyrern teil. Er wurde zum Legaten des päpstlichen Throns ernannt und erhielt die Ehrenbürgerschaft der Stadt Rom. 1869 nahm er am Ersten Vatikanischen Konzil teil, wurde jedoch schnell krank und kehrte nicht nach Rom zurück.